# Legacy of Kain: Soul Reaver
Legacy of Kain: Soul Reaver es un videojuego de acción-aventura desarrollado por Crystal Dynamics y publicado por Eidos Interactive. Fue publicado para la consola PlayStation, para el sistema operativo Microsoft Windows en 1999 y para Dreamcast en 2000. Soul Reaver es el segundo juego de la serie Legacy of Kain así como la secuela de Blood Omen: Legacy of Kain. Hay tres juegos más en la serie, de los cuales Legacy of Kain: Soul Reaver 2 es una secuela directa.
El juego toma lugar 1500 años después de los eventos de Blood Omen y relata la historia del vampiro convertido en espectro Raziel, lugarteniente del señor vampiro Kain. Raziel es asesinado por Kain, pero es revivido por el Dios Mayor para volverse su «segador de almas» (en inglés soul reaver) y para cobrar venganza. Raziel comparte su título con la espada de Kain, la Segadora de Almas (Soul Reaver en inglés), arma que adquiere en el transcurso del juego.
Crystal Dynamics comenzó el desarrollo del juego durante 1997, pero una relación en deterioro con Silicon Knights, desarrolladora de Blood Omen, creó problemas legales. Esto y otros retrasos forzaron a liberar material planeado para Soul Reaver en entregas posteriores de la serie. Soul Reaver fue generalmente bien recibido por la crítica y elogiado por su intrincada historia de ambientación gótica y gráficas de alta calidad. Sin embargo, el juego fue criticado por ser simple y repetitivo en su modo de juego y por un clímax insatisfactorio. El juego está incluido en la Lista de «Los Más Grandes Éxitos» de Sony, y fue relanzado en la PlayStation Network en 2009.

## Sinopsis

### Escenario
Soul Reaver tiene lugar dentro del mundo ficticio de Nosgoth, en el cual la salud de la Tierra está ligado a los nueve Pilares de Nosgoth, y cada pilar es representado por un guardián. Previo a los eventos del juego, los guardianes fueron corrompidos, y, después de que Kain asesinó a ocho de ellos, se percató de que era el noveno. Cuando Kain se negó a sacrificarse para restaurar los Pilares condenó a Nosgoth a la decadencia eterna, y procedió a resucitar a sus seis vampiros lugartenientes, incluyendo a Raziel, para dominar la tierra. Al momento de la secuencia de introducción de Soul Reaver, los vampiros son la especie dominante en la tierra, así como los superpredadores, los humanos han sido diezmados, y cada tribu de vampiros ha reclamado una región de Nosgoth y vuelto su atención a asuntos internos. Desconocido para los vampiros existe el Dios Mayor, llamado Vortanius, una poderosa entidad, quien controla la Rueda del Destino, un ciclo de la reencarnación de las almas, un bucle de predestinación. Sin embargo, ya que los vampiros son inmortales, sus almas no giran en la rueda, lo que causa la decadencia de la tierra mientras la Rueda permanece inmóvil. Cuando Raziel es revivido, mil años después de la secuencia de introducción del juego, Nosgoth está al borde de un colapso ecológico total.

### Personajes
El protagonista de Soul Reaver es el vampiro convertido en espectro llamado Raziel, a quien Kain asesina al inicio del juego. Si bien Kain es el protagonista del juego anterior, Blood Omen: Legacy of Kain, en esta entrega es el principal antagonista. El Dios Mayor resucita y guía a Raziel, explicando los controles del juego, y describe los eventos previos a la historia. Ariel, quien precedió a Kain como guardiana del Pilar del Equilibrio, aparece como un espíritu y brinda consejos al jugador. Durante su búsqueda, Raziel se encuentra con sus hermanos —Melchiah, Zephon, Rahab y Dumah— quienes sirven como jefes en el juego. Cada uno ha desarrollado habilidades únicas, las cuales son parcialmente absorbidas, cuando Raziel los asesina y devora sus almas. Un quinto hermano, Turel, fue omitido al haber limitaciones en el tiempo de desarrollo.

### Argumento
Al inicio del juego Raziel se aproxima al trono de Kain y muestra sus alas recién adquiridas. En un acto de aparentes celos, Kain arranca los huesos de las alas de Raziel y ordena que sea arrojado al Lago de los Muertos, un remolino natural. Sin embargo, Raziel es aparentemente resucitado por el Dios Antiguo (Elder God) y este lo convence para que sea él, quien restaure el equilibrio de Nosgoht convirtiéndose en su «segador de almas» (en inglés soul reaver) y cobre venganza, asesinando a Kain. Con la guía del Dios Antiguo, Raziel se adapta a su nueva existencia y retorna a Nosgoth. Al infiltrarse en una necrópolis habitada por los vampiros, Raziel encuentra a su hermano Melchiah, quien ha involucionado en una bestia incapaz de mantener su propia carne. Raziel asesina a Melchiah y devora su alma, tras lo cual confronta a Kain ante los derruidos Pilares de Nosgoth en el Santuario de los Clanes. Kain no parece sorprendido de ver a Raziel, incluso aparenta estar esperándolo, Kain apela a su rabia confesándole lo que hizo con su clan vampírico, lo que encoleriza más a este último. Cuando Raziel comienza a criticarlo, Kain simplemente lanza una diatriba contra Raziel, señalando la desgracia en la que ha caído el imperio de ambos y retándolo a combate. Kain rápidamente vence a Raziel e intenta golpearlo con la Segadora de Almas (en inglés Soul Reaver), una poderosa espada que absorbe las almas de sus enemigos. Sin embargo, se rompe al golpear a Raziel y Kain escapa, extrañamente satisfecho. Raziel entra en el plano espectral y encuentra el espíritu de la espada, el cual se liga con Raziel. Después de esto, Raziel conoce a Ariel, quien restaura su salud, y le es revelada la ubicación de su hermano Zephon por el Dios Mayor.
Raziel se aventura en una gran catedral que una vez fue habitada por los humanos y encuentra ahí al clan Zephonim. Después de subir por la catedral, encuentra a Zephon, quien ahora tiene el cuerpo de un gran arácnido, el cual está fusionado con la catedral que ahora es su hogar. Raziel asesina a Zephon y usa su recién adquirido poder (escalar ciertos muros) para infiltrarse en una antigua cripta. Ahí descubre cofres de miembros de los Sarafan, una orden de fanáticos religiosos, cazadores de vampiros, que fueron asesinados siglos antes de que Kain gobernara Nosgoth. Para horror de Raziel, se da cuenta de que la cripta fue hecha para él y sus hermanos; como una cruel ironía, Kain revivió a los Sarafan para que le sirvieran como sus hijos vampiros. Raziel cae en un pasadizo secreto bajo la cripta y encuentra una abadía inundada, habitada por el clan Rahabim, cuyos miembros han evolucionado en anfibios, superando su debilidad al agua; su líder, Rahab, se ha convertido en tritón. Raziel le dice a Rahab que ha aprendido acerca de su pasado humano, pero este permanece impasible, diciendo que Kain los «salvó de ellos mismos» y lo ataca. Raziel vence a Rahab y devora su alma, ganando la habilidad de nadar, entonces cruza el Lago de los Muertos con dirección a la abandonada fortaleza de su hermano Dumah. El Dios Mayor explica que los vampiros Dumahim fueron dispersados tras una invasión de cazadores humanos. Raziel eventualmente encuentra a Dumah encadenado a su trono y con el corazón traspasado. Tras resucitarlo lo atrae a un horno gigantesco, quemándolo en vida y devorando su alma.
Más tarde, Raziel encuentra las Cuevas del Oráculo, donde Moebius el Tejedor del Tiempo escondió el Cronoplasto, una máquina del tiempo mágica. Raziel atraviesa las cuevas y encuentra a Kain en el cuarto de control de la máquina. Raziel está furioso por la información que ha encontrado, pero Kain le dice que sus acciones son justificadas, ya que estaba predestinado, tras lo cual le dice a Raziel que los Sarafan estaban lejos de ser los nobles cruzados que piensa que fueron. Raziel ataca a Kain mientras este continúa operando los controles de la máquina del tiempo. Si bien Raziel obtiene una ventaja momentánea, la máquina se activa y Kain escapa a través de un portal del tiempo, Raziel lo sigue, ignorando las precauciones del Dios Mayor. El juego termina cuando Raziel llega a otro momento histórico de Nosgoth y es recibido por Moebius el Tejedor del Tiempo, lo cual a su vez es la introducción de Legacy of Kain: Soul Reaver 2.

## Modo de juego
El jugador controla a Raziel, un vampiro desfigurado y de aspecto fantasmal. El modo de juego se basa ampliamente en cambiar entre los planos espiritual y material para avanzar a través de las áreas. La interacción con los objetos es diferente entre los dos planos, esto puede ser ventajoso, ya que Raziel puede pasar obstáculos que de otra forma serían imposibles de superar. Por ejemplo en el mundo espectral puede atravesar rejas o agua, ya que esta es insustancial. Sin embargo, las puertas, bloques e interruptores solo pueden ser manipulados en el plano físico. Muchos rompecabezas del juego están basados en las diferencias entre ambos planos. Por ejemplo, el entorno puede cambiar para abrir caminos cerrados dependiendo del plano en el que se encuentre el jugador. Otro elemento recurrente del juego son los rompecabezas de bloques; el jugador debe girar, rotar y mover bloques colosales para avanzar, a menudo con un tiempo límite y enfrentándose a enemigos.
El combate en Soul Reaver es del tipo hack and slash, en el cual es necesario el uso de combinaciones de varios ataques antes de poder asestar un golpe final. Los enemigos de Raziel se dividen en humanos, criaturas espirituales y vampiros, siendo los últimos los más abundantes. Entre los humanos hay campesinos, cazadores y adoradores de vampiros. En el plano espiritual el jugador combate contra enemigos menores llamados Sluagh y con las almas de vampiros que se han convertido en espectros devoradores de almas. Los miembros de cada clan vampírico poseen habilidades únicas heredadas del líder de su clan. Tanto los humanos como los enemigos del plano espiritual pueden ser asesinados con las garras de Raziel o con cualquier arma, pero los vampiros deben ser aporreados hasta quedar en un estado de aturdimiento, para que el jugador pueda finalmente asesinarlos mediante empalamiento, exponiéndolos a la luz solar, quemándolos, mediante inmersión en agua o lanzándoles un hechizo. Cuando un enemigo es asesinado su alma es expuesta. Al devorarla la salud de Raziel incrementa. En el plano material esta disminuye automáticamente y en el espiritual aumenta. Al obtener la Segadora de Almas (en inglés Soul Reaver) el decremento en la salud en el mundo material se detiene, sin embargo, si Raziel sufre algún daño la espada desaparece y solo reaparecerá al restablecer su salud al máximo.
Al inicio del juego Raziel puede planear con sus alas, saltar, mover bloques y levantar y arrojar enemigos. Inicialmente desarmado, él puede pelear usando sus garras, pero puede alternativamente usar armas como rocas, lanzas, antorchas bastones y la Segadora de Almas. Raziel puede pasar libremente del plano físico al espiritual, pero solo puede volver al primero mediante el uso de portales espirituales, siempre que su salud esté al máximo. Raziel automáticamente cambia al plano espiritual si su salud en el plano físico decae demasiado. Mientras el juego progresa, Raziel obtiene la habilidad de pasar a través de las rejas en el plano espectral y escalar muros en el físico. Inicialmente vulnerable al agua, Raziel supera su debilidad y aprende a nadar. Los jugadores pueden encontrar una antigua reliquia que le da a Raziel la habilidad de lanzar bolas de energía telequinética las cuales producen un poco de daño a los enemigos y son capaces de mover objetos distantes. Al bautizar la hoja de la Segadora en fuego sagrado, esta se convierte en la Fire Reaver, con la cual se pueden quemar a los enemigos, ya sea golpeándolos o lanzándoles energía telequinética con la Segadora. Los jugadores también pueden encontrar glifos mágicos que permiten a Raziel atacar a grupos de enemigos simultáneamente.

## Desarrollo
Soul Reaver comenzó a ser desarrollado junto con Blood Omen 2: Legacy of Kain en 1997 y se enfocó en la resolución de acertijos en vez de la acción que caracterizó a Blood Omen 2. Durante su diseño el equipo de desarrollo creó áreas que podían ser exploradas más a fondo a medida que Raziel obtenía nuevas habilidades, evitando la poca profundidad de Blood Omen. Crystal Dynamics basó Soul Reaver en la investigación realizada por Silicon Knights sobre mitología de vampiros para Blood Omen. Otros aspectos del juego, como la idea de un vampiro caído que devora almas, fueron inspirados por el célebre poema «El paraíso perdido». El personal ayudó a desarrollar un modo de juego parecido al de Tomb Raider y usó una versión mejorada del motor de juego de Gex 3 para generar el mundo tridimensional del juego. Antes del estreno del juego, la relación entre Silicon Knights y Crystal Dynamics se disolvió. Ya que la investigación de Silicon Knights fue usada, la compañía interpuso una medida cautelar para evitar una mayor promoción del juego. Otros retrasos postergaron el estreno del juego de octubre de 1998 a agosto de 1999.
Estos retrasos obligaron a Crystal Dynamics a cortar parte significativa del material del juego, incluyendo poderes adicionales para Raziel, un tercer enfrentamiento contra Kain, y un sistema de hechizos de glifo extendido, que hubiera dado poderes elementales a la Segadora de Almas. En una entrevista el director de la serie, Amy Hennig, declaró que el equipo de desarrollo dividió el juego al darse cuenta de que «sobre desarrollaron el juego», dadas las limitaciones de tiempo y de almacenamiento de datos. Esta decisión explica el cliffhanger en el final del juego y la aparición de material originalmente planeado para Soul Reaver en entregas posteriores de la saga. A pesar de la división del juego, Hennig explicó que el equipo de desarrollo dejó componentes sin usar —como incrementos de poder y enemigos extra— en el motor de juego de Soul Reaver para evitar errores de software imprevistos que pudieron surgir al remover dichos componentes.

### Banda sonora
Kurt Harland (miembro de Information Society) compuso la mayoría de la música para Soul Reaver; Jim Hedges compuso el resto del audio. Harland remarcó que, bajo la dirección de Amy Hennig, programó la música para que cambiara de acuerdo a la situación —por ejemplo, suspenso, combate o nado—. Esto fue complementado con un controlador MIDI, el cual alteraba la música basándose en las señales que le eran enviadas por el motor del juego. Cada tribu de vampiros tuvo un tema de música característico. Por ejemplo, la tribu de Melchiah fue asociada con un tema de golpes lentos para transmitir la sensación de maquinaria operando. Para darle un mayor ajuste a la música con respecto al entorno, el equipo de sonido consultó a los desarrolladores de niveles para los efectos de sonido. La música de Soul Reaver y Soul Reaver 2 fue lanzada en una banda sonora promocional en el año 2001.

## Lanzamiento

### Marketing
Soul Reaver fue mostrado en el E3 de 1998, durante el cual les fueron entregados discos con una demo a los asistentes. Con el tiempo los discos fueron liberados para el público en general, incluido uno adjunto a una edición de la Official U.S. PlayStation Magazine. Soul Reaver fue lanzado para Microsoft Windows y para la consola PlayStation en 1999 y para Dreamcast en el año 2000. En las versiones de PC y Dreamcast se empleó una mayor cantidad de imágenes por segundo que en la de PlayStation, y la versión de Dreamcast tuvo mejoras en la calidad de los gráficos. Un lanzamiento del juego para Japón fue planeado, pero posteriormente fue cancelado. En el año 2000, Sony agregó a Soul Reaver a su lista de «Los más Grandes Éxitos», y más de un millón de copias se vendieron durante 2001. Años más tarde Sony relanzó el juego para descarga digital en la PlayStation Network en noviembre de 2009.
Eidos Interactive, la distribuidora del juego, gastó 4.000.000 USD en una campaña publicitaria de prelanzamiento, la cual incluyó anuncios por televisión, artículos en revistas y una historieta publicada por Top Cow Productions. Ya que las películas The Sixth Sense, The Blair Witch Project y The Mummy habían sido estrenadas a principios de 1999, el lanzamiento de Soul Reaver fue considerado «idealmente a tiempo» para un juego de horror. La ausencia de tiempos de carga en el juego fue un punto clave de promoción que fue alabado por varios reseñadores. Luego del lanzamiento del juego, Eidos, en colaboración con BBI, lanzaron figuras de acción de Raziel y Kain.

### Recepción
La atmósfera oscura y gótica de Soul Reaver fue generalmente bien recibida, y varias publicaciones elogiaron los cortes cinemáticos del juego. El reseñador de IGN lo llamó «un juego muy ambicioso – y uno de los cuales logra casi todo lo que se propone hacer», además alabó la banda sonora por mezclarse sutilmente con la atmósfera. El reseñador del port de Dreamcast dijo que «se ve quizá como uno de los mejores juegos de consola jamás hechos». Next Generation Magazine confirmó esto, declarando que, «incluso si posees la versión de PlayStation, puedes querer rentar esta [versión] de cualquier forma», pero expresó desilusión al no haber sido agregadas nuevas características al port de Dreamcast. El reseñador de Allgame llamó a los cortes cinemáticos «fluidos» y a su frecuencia ni muy poca ni demasiada. La historia del juego fue elogiada por Game Informer por ser «siniestra e interesante». La actuación de voz de Soul Reaver fue ampliamente elogiada; GameSpot clasificó este aspecto del juego en su lista de las diez «Mejores Actuaciones de Voz en Juegos». GameSpot también consideró la atmósfera tan rica como la de Blood Omen, aunque menos dramáticamente exagerada, y consideró a las gráficas «entre las mejores que había visto en el PlayStation.» GamePro alabó el aspecto del cambio entre planos, particularmente los efectos visuales involucrados.
IGN declaró que adquirir y conocer los poderes de los hermanos de Raziel fue parte de la diversión, y que los movimientos del personaje fueron bien animados y articulados. Encontrando una ligera dificultad con el control de la cámara, GameSpot lo relacionó con Banjo-Kazooie y declaró que los jugadores podían alterar deliberadamente la cámara para mirar los movimientos de Raziel. RPGamer llamó al modo de juego fluido y con soltura, y, aunque el reseñador al principio estaba preocupado de que la interfaz se pareciera a la de Tomb Raider, dijo que estas preocupaciones desaparecieron luego de jugar. AllGame concordó con el sentimiento de RPGamer y declaró que los rompecabezas del juego podían desafiar «a todos los jugadores, menos a los más experimentados», mientras que Game Informer consideró los acertijos «difíciles al punto de la demencia». Computer Gaming World disfrutó la habilidad de devorar almas, un elemento que hizo a Alexander Smith de Star Tribune comparar a Soul Reaver con la serie de televisión Outlander.
Los reseñadores de los sitios web consideraron el modo de juego de Soul Reaver «no muy lineal» y sus objetivos muy poco claros. GameSpot criticó el sistema de juego por usar símbolos confusos que indicaban poco o nada sobre la forma de avanzar, y sopesó la diversión de empalar vampiros con la Segadora de Almas contra la ausencia de desafío que presentaron los jefes del juego y la mayoría de enemigos. Next Generation Magazine consideró al juego desafiante debido a los «difíciles acertijos y la ausencia de un mapa», obligando al jugador a volver hacia atrás. El reseñador de RPGamer dijo que la música fue «más adecuada para poner bebés a dormir» y que «los enemigos sonaban como animales de corral». The Tampa Tribune también criticó el control de la cámara, sin embargo señaló que la característica de «auto vuelta» hizo la dificultad despreciable. PC Zone criticó el port para Microsoft Windows por gráficas «toscas» y mal control de cámara, declarando que «se sentía como un lanzamiento para PlayStation apresuradamente portado a la PC». De manera similar, Computer Gaming World sintió que las limitaciones de la versión para PlayStation fueron llevadas al port para PC, siendo la representación visual de este último «extremadamente aburrida». La publicación elogió la historia basada en Lucifer para atraer a los jugadores, pero estuvo desilusionada porque el juego «tuvo un clímax insatisfactorio». Game Informer declaró que «incluso luego de años en desarrollo, Soul Reaver no se siente terminado. Se siente [como un juego] apresurado». 1UP colocó a Soul Reaver en segundo lugar en sus «Cinco Juegos Terminados a la Mitad», diciendo que «es bastante claro que la trama hubiera sido muy distinta si el dinero no se hubiera acabado inconvenientemente». En 2007 GamesRadar colocó a Soul Reaver en cuarto lugar en su lista de los mejores siete juegos apocalípticos, debido al Nosgoth post-apocalíptico como «uno de los más fascinantes yermos que nunca hemos explorado».

## Áreas y contenidos eliminados[54][55]
Al jugar la versión final uno se topa con pasillos inexplicablemente tapados y cornisas que claramente están diseñadas para albergar al protagonista, sin embargo se muestran fuera de nuestro alcance. También, en la fase final del juego, antes de llegar al encuentro con Kain, hay escenas de video (descritas en la trama como visiones en el tiempo) en las que se muestra al personaje principal en localizaciones desconocidas, y haciendo uso de poderes que no se pueden conseguir en el juego (Kain Reaver y Ariel Reaver).

El desarrollo del juego fue peligrosamente ambicioso, fue lo declarado en agosto del 2012 por Daniel Cabuco, un antiguo miembro de Crystal Dinamics:
«Déjenme decirles que este juego consumió muchos fines de semana y madrugadas. Incluso poniendo ese tiempo extra, no tuvimos tiempo para acabar el juego como había sido imaginado. Había simplemente demasiadas cosas. Los diseñadores habían planeado las formas y los poderes de la forma que les parecía. Un día tuvimos un momento de lucidez en el que tuvimos que mirar a ese mapa extremadamente grande y empezar a recortar áreas, poderes y habilidades. Fue doloroso y difícil. Cada forja estaba relacionada con una habilidad y cada habilidad se suponía que desbloqueaba una nueva área y nuevas mecánicas. Así que todo estaba entretejido. Cada recorte no era una pequeñez... literalmente destrozaba páginas de un diseño muy bien pensado. […] Fueron recortadas unas 2/3 partes del juego. Todos los glifos restantes fueron recortados a la vez. A veces tener demasiadas formas de matar a un vampiro puede ser malo también. Nos dimos cuenta que había mucha redundancia también. Requería recursos de todos los departamentos (personajes, ambiente, ingeniería, audio, FX, diseño, producción) lograr llevar a cabo una sola característica, asi que hicimos recortes que ayudaron a tantos departamentos como fue posible, y mejoró la experiencia global. […] Cualquier área 'plana' fue probablemente una área secreta o camino que fueron recortados». 
Al juego se le hicieron muchos recortes durante la segunda mitad de su desarrollo. Criaturas, conceptos, poderes, jefes, el final entero del juego, lugares esenciales para la trama, secretos y más, se vieron severamente afectados, pues muchos de esos elementos recortados estaban sustancialmente interconectados a lo largo en el juego.
Según el sitio The Lost Worlds existen 12 versiones preliminares del juego. En algunas de ellas es donde se encuentra parte del material eliminado. El mismo sitio especula que deben existir otras versiones correspondientes a los meses de marzo y abril de 1999. Es exactamente en los prototipos conocidos como "alfa" en donde vienen los territorios eliminados. Sitios como el clan de Turel, la Undercity y el Retiro de Kain, pueden ser hallados en las versiones de febrero del '99 o anteriores... En noviembre de 2019 fue revelado en YouTube un video donde se muestran áreas eliminadas nunca antes vistas, con la promesa de revelar «todo» en el año 2020. Unos meses después, varios canales de YouTube asociados a la comunidad internacional de aficionados de Soul Reaver, publicaron en el mismo día videos con recorridos casi a detalle de las áreas y territorios eliminados, en algunos casos hasta con cinemáticas desbloqueadas y/o recreadas. Gracias a esto, la información acerca de las áreas eliminadas pudo ser comprobada y, en algunos casos, rechazada. Con esto había quedado claro que el prototipo de 1999-02-16(18) era el que contiene las versiones más trabajadas de los territorios eliminados, aunque no las más funcionales. Sin embargo, en marzo del 2022 se publicó y añadió a la lista de alfas confirmados una nueva versión correspondiente al 14 de abril de 1999 (tal y como lo había especulado el sitio The Lost Worlds), la cual contiene elementos de los alfa con mucho más detalle, mostrando también elementos presentes ya en las versiones beta y la comercial. Con esto se actualiza que los contenidos eliminados pueden ser hallados en versiones de abril del 99 hacia anteriores. Los videos publicados en el canal de YouTube de The Lost Worlds y RainaAudron, muestran recorridos en esas zonas. He aquí un listado de las versiones preliminares:
1. 1999-01-23 (NTSC) (alpha), también nombrado: 1999-01-24
2. 1999-02-04 (NTSC) (alpha), también nombrado: Kain 2 Preview
3. 1999-02-16 (NTSC) (alpha), también nombrado: 1999-02-18
4. 1999-04-14 (NTSC) (alpha)
5. 1999-05-12 (NTSC) (beta)
6. 1999-05-31 (NTSC) (beta)
7. 1999-06-09 (NTSC) (beta)
8. 1999-06-18 (NTSC) (beta)
9. 1999-06-28 (NTSC) (beta)
10. 1999-07-02 (NTSC)
11. 1999-07-05 (PAL)
12. 1999-07-06 (PAL)
13. 1999-07-14 (NTSC)

### Listas completas de contenido eliminado
Las listas de a continuación siguen el orden en el que se tenía planeado que aparecieran a lo largo del juego. El checklist está en función de las áreas, habilidades, enemigos y jefes que aparecen en la versión final del juego.
| Concepto                         | Incluido | Notas      |
| -------------------------------- | -------- | ---------- |
| Inframundo                       | ✔        |            |
| Abismo                           | ✔        |            |
| Territorio del Clan de Raziel    | ✔        |            |
| Necrópolis                       | ✔        |            |
| Glifo de Fuerza                  | ✔        |            |
| Santuario de los Clanes          | ✔        |            |
| Glifo del Sonido                 | ✔        |            |
| Catedral Silenciada              | ✔        |            |
| Tumba de los Serafan             | ✔        |            |
| Forja de la Segadora de Luz      | ✘        |            |
| Abadía Sumergida                 | ✔        |            |
| Forja de la Segadora de Fuego    | ✔        |            |
| Cañerías Antiguas                | ✘        | Conceptual |
| Retiro de Nupraptor              | ✔        |            |
| Glifo de Piedra                  | ✔        |            |
| Ciudadela de los Humanos         | ✔        |            |
| Glifo de Agua                    | ✔        |            |
| Forja de la Segadora de Piedra   | ✘        |            |
| Fortaleza de Dumah               | ✔        |            |
| Forja de la Segadora del Sonido  | ✘        |            |
| Glifo de Fuego                   | ✔        |            |
| El Faro                          | ✔        |            |
| Glifo de Luz                     | ✔        |            |
| Cueva del Oráculo                | ✔        |            |
| Forja de la Segadora de Espíritu | ✘        |            |
| Chronoplast                      | ✔        |            |
| Profundidades de la Ciudadela    | ✘        | Conceptual |
| Forja de la Segadora de Agua     | ✘        |            |
| Undercity                        | ✘        |            |
| Templo Subterráneo               | ✘        | Conceptual |
| Ascenso a la Montaña             | ✘        |            |
| Territorio del Clan de Turel     | ✘        |            |
| La Chimenea                      | ✘        |            |
| Sala de Audiencias de Turel      | ✘        |            |
| Zona de Confrontación con Ariel  | ✘        |            |
| Retiro de la Montaña de Kain     | ✘        |            |
| Sistema de Pipas de Sonido       | ✘        |            |
| El Pináculo de la Catedral       | ✘        |            |

| Concepto                   | Incluido | Notas            |
| -------------------------- | -------- | ---------------- |
| Devorar almas              | ✔        |                  |
| Cambio de plano            | ✔        |                  |
| Traspasar rejas            | ✔        | (espectral)      |
| Escalar muros              | ✔        | (real)           |
| Segadora                   | ✔        |                  |
| Proyectil                  | ✔        |                  |
| Fuerza                     | ✔        | (glifo)          |
| Inmunidad al agua (nadar)  | ✔        | (real)           |
| Segadora de fuego          | ✔        |                  |
| Fuego                      | ✔        | (glifo)          |
| Segadora de luz            | ✘        |                  |
| Luz                        | ✔        | (glifo)          |
| Segadora de agua           | ✘        |                  |
| Sonido                     | ✔        | (glifo)          |
| Segadora de sonido         | ✘        |                  |
| Piedra                     | ✔        | (glifo)          |
| Segadora de piedra         | ✘        |                  |
| Agua                       | ✔        | (glifo)          |
| Espíritu                   | ✘        | (glifo)          |
| Constreñir                 | ✔        | (real)           |
| Segadora de espíritu       | ✘        |                  |
| Cambio de plano a voluntad | ✘        | Solo con código. |
| Posesión                   | ✘        |                  |
| Proyectil amplificado      | ✘        |                  |
| Segadora de Ariel          | ✘        | Solo con código. |
| Segadora de Kain           | ✘        | Solo con código. |

| Concepto               | Incluido | Notas                    |
| ---------------------- | -------- | ------------------------ |
| Slaugh                 | ✔        |                          |
| Espectros              | ✔        |                          |
| Dumahim                | ✔        | Descendiente de Dumah.   |
| Melchiahim             | ✔        | Descendiente de Melcaya. |
| Zephonim               | ✔        | Descendiente de Zephon.  |
| Rahabim                | ✔        | Descendiente de Rahab.   |
| Turelim                | ✔        | Descendiente de Turel.   |
| Vampiras               | ✘        |                          |
| Vampiros alados        | ✘        |                          |
| Lobos-vampiros         | ✘        |                          |
| Humanos                | ✔        |                          |
| Cazadores de vampiros  | ✔        | (humanos)                |
| Cazadores blindados    | ✘        | (humanos)                |
| Adoradores de vampiros | ✔        | (humanos)                |
| Gargantuan             | ✘        |                          |
| Demonios               | ✘        |                          |
| "Foresakens"           | ✘        |                          |

| Concepto                    | Incluido | Habilidad Otorgada                                                                                  |
| --------------------------- | -------- | --------------------------------------------------------------------------------------------------- |
| Melcaya                     | ✔        | Atravesar rejas.                                                                                    |
| Kain (santuario)            | ✔        | 1.er enfrentamiento: Segadora de almas.                                                             |
| Zephon                      | ✔        | Escalar muros.                                                                                      |
| Morlok                      | ✔        | Proyectil.                                                                                          |
| Rahab                       | ✔        | Inmunidad al agua/nadar.                                                                            |
| Dumah                       | ✔        | Constreñir.                                                                                         |
| Kain (chronoplast)          | ✔        | 2.º enfrentamiento. Ninguno en la versión final. Cambio de plano a voluntad en la versión planeada. |
| Sacerdotisa                 | ✘        | Posesión.                                                                                           |
| Turel                       | ✘        | Proyectil amplificado.                                                                              |
| Kain (retiro de la montaña) | ✘        | 3.er enfrentamiento: ¿?.                                                                            |
| Asalto final                | ✘        | Ataque de vampiros para evitar que Raziel haga funcionar el himno letal final.                      |

### Áreas Eliminadas

#### Undercity o Bajo la Ciudadela
Fue un área que estaba diseñada con una larga red de túneles, alcantarillas y cañerías que descienden bajo la Ciudadela de los humanos. Los miembros del equipo de desarrollo de Soul Reaver describieron que una vez dentro de la Undercity nos toparíamos con acertijos que se basaban en el aumento y disminución de niveles de agua, similar a uno que se quedó en la versión final. Algunas piezas de arte conceptual muestran múltiples cazadores de vampiros, sugiriendo que Raziel habría tenido que derrotar a una resistencia humana armada. Han sido hallados dos sobrevivientes pedazos de esta área nombrados como "city 10" y "city 11" dentro del código del juego de la versión beta y muestran un túnel que finaliza con una reja y un pequeño muro desde el cual se conecta a un reservorio de agua de grandes dimensiones; al fondo del reservorio hay una salida de túnel incompleto y en el mundo espectral se hallan 3 enemigos y un portal para cambiar de plano.
Posterior a esas áreas (que son similares a las que encontramos en la versión final de la Ciudadela), se ubicaba una área cavernosa que sugiere que toda la Ciudadela estaba suspendida en vigas y soportes. Tenía por objeto conducirnos al Templo donde nos enfrentaríamos con la Sacerdotisa. Daniel Cabuco reveló lo siguiente sobre esta área:
"La Undercity habría usado muchos rompecabezas de poleas y cadenas para crear caminos, levantar rejas y hacer bajar escaleras. Necesitarías el poder de cambiar de mundo a voluntad, la habilidad de atravesar rejas, la de escalar muros y la inmunidad al agua para la Undercity."
Recientemente se ha comprobado que el acceso a la Undercity sería a través del canal hallado en la versión final que conduce a un cuarto con un dumahim y dos bloques. En lugar de ese cuarto, nos toparíamos con la cisterna gigante ("city 10"), la cual es tan grande y alta que no permite al personaje de Raziel regresar por el mismo sitio. Una vez dentro de la cisterna, uno tendría que nadar a través de un tubo (igual que el que lleva hacia el glifo de agua en la versión comercializada) y llegaría a una cañería que se encuentra directamente conectada a la icónica zona que se ha visto en imágenes de la Undercity, que muestran puentes entre torres. Ahí sería donde se realizarían 3 rompecabezas con el fin de hacer que el agua subiera progresivamente, por 3-4 niveles, permitiéndole a Raziel alcanzar el nivel más alto donde se hallaría un pasillo por el cual salir de ese enorme cuarto y pasar a la siguiente área: el templo de la Sacerdotisa. El recorrido analítico de esta zona eliminada se halla en un video publicado por The Lost Worlds en su canal el 11 de mayo de 2020.

#### Las Forjas de la Segadora
En la versión comercializada hay una gran forja para la Segadora, la forja del fuego, enterrada y escondida detrás de una ventana de vidrio en la Abadía Sumergida. En la versión planeada iba a haber 5 forjas más (sonido, piedra, luz, agua y espíritu) y un altar del Espíritu Glifo. Revela Daniel Cabuco en un foro de su página personal: "La situación de la mayoría de las forjas era adyacente a la habitación de un jefe".

#### El Territorio del Clan de Turel
En el video introductorio, en la escena cuando Raziel va a ser arrojado al precipicio, se ve al horizonte una gigante y distante chimenea escupiendo ceniza al cielo, bloqueando el sol para la conveniencia de los amos vampiros de Nosgoth. La chimenea es parte del territorio del último hermano de Raziel, Turel y de los turelim (sus descendientes). Supuestamente fue una de las dos áreas más grandes eliminadas de Soul Reaver. Este territorio se ubicaba a lado de un volcán y dicha chimenea funcionaba con las fuerzas volcánicas. En la versión original, el acceso a esta área comenzaba después del territorio de Dumah, exactamente en el patio aledaño al trono de Dumah donde hay varias puertas por abrir con la habilidad de constreñir; una de ellas nos llevaría al territorio de Turel. Pero esta área no sería posible de completar sin antes haber derrotado a Kain (2.º enfrentamiento en el chronoplast) y de haber obtenido la habilidad de posesión de la Sacerdotisa. Lo que en esa zona y en la de Dumah parece ser nieve en realidad es la ceniza de la chimenea la cual se encontraba cerca de ahí. En la versión originalmente planeada de Soul Reaver, el territorio de Turel habría estado llena de vampiros turelim, huevos de vampiros (al igual que los zephonim), puentes y trampas de lava, la cual sería mortal creando así un nuevo desafío para Raziel. Para completar esta área sería necesaria la eliminada habilidad de la posesión para activar palancas de puentes que estaban totalmente fuera de nuestro alcance, usando turelims como medio para su activación. Más allá de esta zona, una vez reactivado el ventilador de la chimenea y ascendiendo con su ayuda, estaría la Montaña de Retiro de Kain. El único pedazo del territorio de Turel que ha sobrevivido en la versión final del juego es el compartimiento que se halla en la Ciudadela de los humanos donde se halla una fuente, el cual se rumora que originalmente era una forja para la segadora de espíritu, poseyendo a un mechiahim y sacrificándolo para obtener el poder; en las versiones alpha este cuarto se sitúa un poco antes de ingresar al cuarto de mecanismos iniciales del territorio de Turel.

#### La Montaña del Retiro de Kain
La fortaleza-santuario de Kain, se hallaba situada en las montañas más allá de los dominios de Turel. El único material que se creía que existe sobre esta área es el video mostrado en las visiones finales del Chronoplast de la versión lanzada. Sin embargo, en el 2018, se publicó un video donde se muestra el salón donde fue grabado dicho cortometraje; inclusive se explora el sitio en el plano material y en el espectral, revelando las texturas y entradas del lugar. Se observa que el sitio de encuentro tiene 3 cornisas con marcas para escalar; de lo que se especula que Kain se posicionaría en dichas cornisas y el jugador debería subir hacia ellas para atacarle. Este contenido se halla dentro de una versión beta, pero el autor del video no ha querido revelar la versión y fecha de dicha versión beta. Más tarde en noviembre de 2019, otro video fue mostrado en el que se observa a Raziel caminando por unos pasillos de lo que sería parte del ascenso al santuario de Kain, los cuales poseen texturas y decoraciones muy similares al cuarto secreto hallado en la ciudadela de los humanos y al pasillo que conduce al encuentro final con Kain del juego comercial. Este pasillo anular llevaría a una sala central donde hay 6 espacios en la cual, según desarrolladores, estarían exhibidas las armaduras de Kain utilizadas en el juego de Blood Omen. Después de dicha sala y subiendo por unas escaleras, se llega al trono de Kain, no obstante, este cuarto donde se llevaría a cabo el tercer y último enfrentamiento con Kain carece de texturas; aunque existe una foto promocional antigua donde se muestra dicha sala del trono con colores y texturas.

#### El Pináculo de la Catedral del Silencio
En la versión comercializada Raziel explora los niveles inferiores de la Catedral del Silencio. En el final originalmente planeado, Raziel habría usado sus habilidades para alcanzar los niveles más altos de la gigantesca catedral y activado todas las tuberías de sonido. El ruido habría resonado por todo Nosgoth matando a toda la raza vampira, no sin antes haber enfrentado a una turba de fúricos vampiros que presentían la intención de Raziel por activar el letal himno para destruirles. Existe un video reciente donde se explora un pasillo perteneciente al Pináculo de la Catedral, no obstante, se trata del mismo pasillo mostrado en las visiones finales que salen antes del encuentro con Kain. Ahora se sabe, gracias a un video de The Lost Worlds, que el acceso al pináculo de la catedral está detrás del Zephon. Las pipas de sonido (distribuidas a lo largo de la catedral) se reactivarían despejándolas de telarañas con ayuda del proyectil amplificado.

### Enemigos Eliminados
Hay una larga lista de enemigos que no aparecieron en la versión final incluyendo bocetos, diseños y artes conceptuales. Los enemigos eliminados son: Vampiros-lobos, vampiros alados, vampiresas, los "Foresaken", Gargantuan, cazadores de vampiros fuertemente armados y demonios.

### Habilidades Eliminadas
- Proyectil de Fuerza Amplificado. En la versión que salió a la venta, Raziel adquiere un proyectil de fuerza telekinética cuando derrota a Morlock. En el planteamiento original habría además amplificado este poder al consumir el alma de Turel. Y dicho poder era necesario para acceder a la Montaña de Retiro de Kain.
- Posesión. Derrotar a la Sacerdotisa de la Undercity le habría otorgado a Raziel el poder de poseer enemigos.
- Mejoras de la Soul Reaver. En la versión originalmente planeada la Soul Reaver podía ser mejorada con las forjas de piedra, sonido, luz, agua y espíritu (además de la segadora de fuego incluida en la edición final). Las dos últimas mejoras, la Ariel Reaver y la Kain Reaver serían concedidas al matar a esos personajes. En audios extraídos del juego se puede escuchar la descripción de cada segadora:[67]
  - Segadora de Luz: el primer golpe aturde, el segundo mata con un flash que ciega/aturde a los enemigos cercanos.
  - Segadora de Agua: el primer golpe aturde, el segundo mata quemando con agua. El proyectil quema enemigos con agua.
  - Segadora de Piedra: el primer golpe aturde/ petrifica temporalmente, el segundo lo rompe en pedazos y causa daño a enemigos cercanos.
  - Segadora de Sonido: un golpe destroza al enemigo, lo mismo que su proyectil.
  - Segadora de Espíritu: un golpe destruye al enemigo, lo mismo que su proyectil.
  - Segadora Amplificada: incluye las habilidades de todas las otras Segadoras.

### Jefes Eliminados

#### La Sacerdotisa
Devota cabeza de adoradores de vampiros, a esta mortal Raziel se hubiera enfrentado en el templo debajo de la Undercity. Existe un audio extraído donde se escucha la interacción entre ella y Raziel. Cuando es vencida y Raziel devora su alma aprende la habilidad de la posesión. *El Templo donde se daba el encuentro entre Raziel y la Sacerdotisa aún se puede ver en la versión final aunque sin tanto detalle como estaba originalmente planeado; se encuentra dentro del territorio de Rahab, en el compartimiento donde encontramos un piso de mosaicos de color blanco y negro sucesivamente, con un enrejado que alberga dentro una piedra, y vitrales de colores en la parte de arriba*. Varios empleados de Crystal Dinamics describieron que la batalla entre Raziel y la Sacerdotisa se basaba en invocaciones de monstruos que ella hacía, mientras se encontraba fuera de nuestro alcance en una repisa alta. Aunque esto último parece contradecirse con lo observado en el video publicado por The Lost Worlds en su canal, pues en ningún momento se alcanza a observar dicha repisa, no obstante, el lugar del encuentro sí cuenta con dos pisos... Pudo haber sido posible que ella se hubiera posicionado en el segundo nivel mientras invocaba a los vampiros. Aparte de la habilidad de posesión adquirida también se habría eliminado la influencía que ella tenía sobre la Ciudadela, ¿qué efecto tendría esto sobre la Ciudadela? (si hubiese habido alguno) es desconocido; una posibilidad es que los humanos armados dejarían de atacar a Raziel en el transcurso del juego. Después de haber vencido a la Sacerdotisa y haber adquirido la habilidad de posesión el siguiente destino de Raziel, en la planificación original, era el territorio de Turel.

#### Turel
El último hermano, misteriosamente ausente en la versión comercializada aunque existen screenshots y videos donde se muestran áreas de su territorio. Se ha dejado ver, en el prototipo 1999-02-16(18*), que su aspecto sería como el mostrado en los créditos finales, precisamente el concepto artístico en el que se ve a Turel de perfil. El cuarto donde se daba el encuentro entre Raziel y Turel era un gran cuarto con pilares, el objetivo era provocar una ruptura en una presa o cisterna, ya sea rompiendo el soporte o las tuberías, con esto la corriente de agua quemaría y mataría a Turel. Existe un audio con la interacción entre Turel y Raziel.